# Лейто, Айвар
Айвар Лейто (1954—2018) — эстонский орнитолог.

## Биография
Родился в Отепя. В 1981 году закончил Тартуский государственный университет. В ЭССР работал в Институте научных исследований по охране природы. Внёс значительный вклад в изучение птиц Эстонии, в 1999—2001 годах стал пионером в использовании на территории страны новых методов их отслеживания с помощью радиометок, а затем и спутниковых радиометок.

## Награды
- Премия по охране природы имени Ээрика Кумари — 2014[3].